# Qt Creator
Qt Creator es un IDE multiplataforma programado en C++, JavaScript y QML creado por Trolltech el cual es parte de SDK para el desarrollo de aplicaciones con Interfaces Gráficas de Usuario (GUI por sus siglas en inglés) con las bibliotecas Qt, Los sistemas operativos que soporta en forma oficial son:
- GNU/Linux 2.6.x, para versiones de 32 y 64 bits con Qt 4.x instalado. Además hay una versión para Linux con gcc 3.3.
- Mac OS X 10.4 o superior, requiriendo Qt 4.x
- Windows XP y superiores, requiriendo el compilador MinGW y Qt 4.4.3 para MinGW.

## Editor avanzado de código
Qt Creator se centra en proporcionar características que ayudan a los nuevos usuarios de Qt a aprender, también aumentar la productividad.
- Editor de código con soporte para C++, QML y ECMAscript
- Herramientas para la rápida navegación del código
- Resaltado de sintaxis y auto-completado de código
- Control estático de código y estilo a medida que se escribe
- Soporte para refactoring de código
- Ayuda sensitiva al contexto
- Plegado de código (code folding)
- Paréntesis coincidentes y modos de selección

## Depurado Visual
El depurador visual (visual debugger) para C++. Qt Creator muestra la información en bruto procedente de GDB de una manera clara y concisa.
- Interrupción de la ejecución del programa.
- Ejecución línea por línea o instrucción a instrucción.
- Puntos de interrupción (breakpoints).
- Examinar el contenido de llamadas a la pila (stack), los observadores y de la *variables locales y globales.